# Japanische Erle

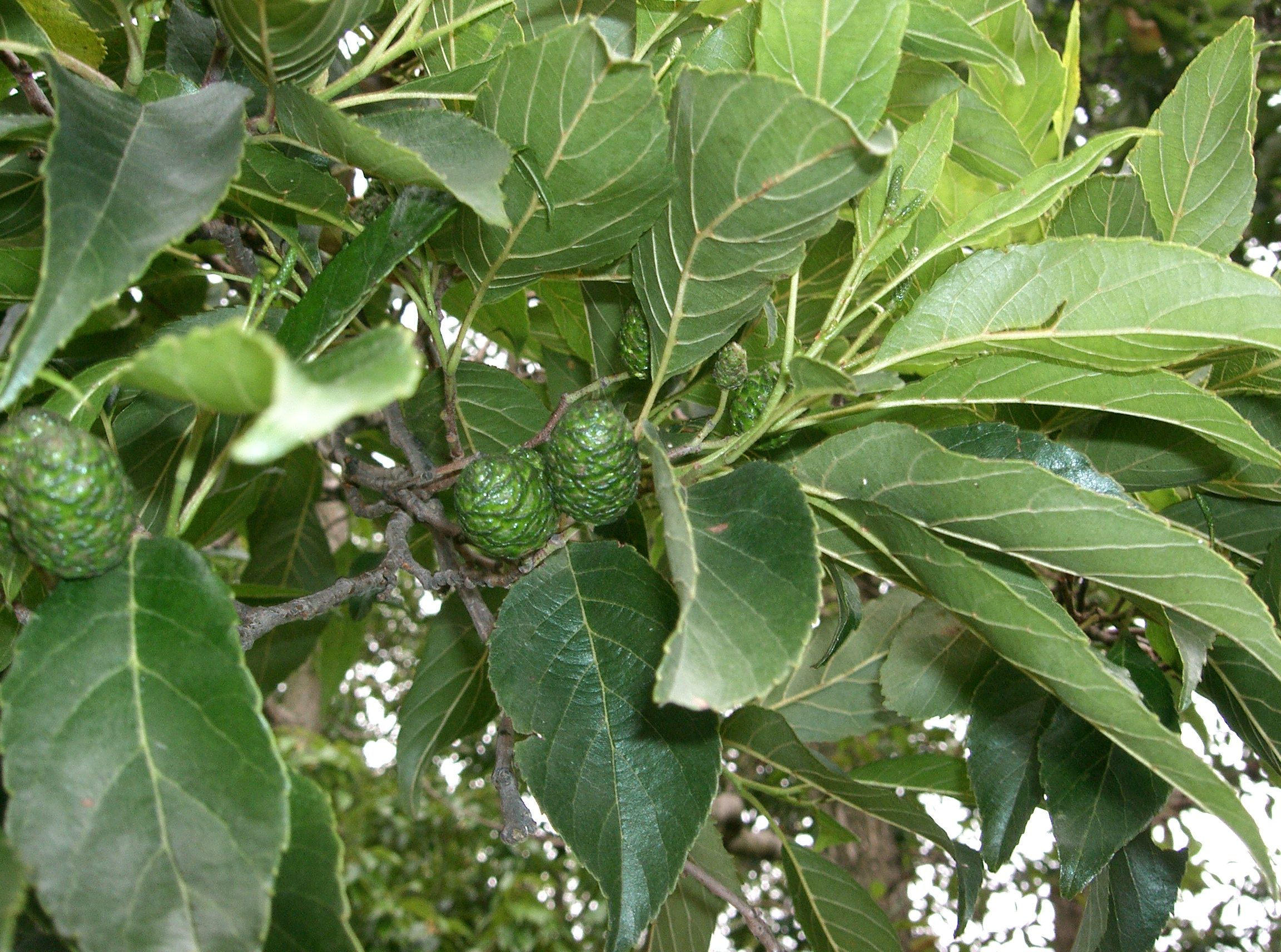
Blätter und unreife Zapfen

Die Japanische Erle (Alnus japonica) ist ein mittelgroßer Laubbaum aus der Gattung der Erlen. Ihr Verbreitungsgebiet erstreckt sich über Japan, Korea und Taiwan bis ins nördliche China.

## Beschreibung
Die Japanische Erle ist ein 25 bis maximal 30 Meter hoher Laubbaum mit einer dicht belaubten, regelmäßigen kegelförmigen Krone. Die Rinde ist glatt und von weißgrauer Farbe, sie bricht auch im Alter nicht auf. Die Triebe sind grau behaart, die Knospen gestielt. 
Die Laubblätter sind derbledrig, lanzettlich bis schmal eiförmig, 5 bis 13 Zentimeter lang und haben einen 1,5 bis 2,5 Zentimeter langen Stiel. Beide Enden sind scharf zugespitzt. Die Blattspreite zeigt sieben bis neun Nervenpaare. Der Blattrand ist fein gesägt. Die Blattoberseite ist glänzend dunkelgrün, die Unterseite ist heller als die Oberseite. Die Blätter fallen im Herbst erst spät ab.
Die männlichen Kätzchen stehen zu vier bis acht in endständigen Büscheln und werden 5 bis 8 Zentimeter lang. Die weiblichen Blütenstände reifen zu 1,5 bis 2,5 Zentimeter lange, eiförmige, gestielte Zapfen, die in Gruppen zu zwei bis sechs zusammenstehen. Sie enthalten verkehrt eiförmige, geflügelte Nüsschen mit einer Länge von 2 bis 3 Millimetern. 
Die Blütezeit dauert von Mai bis Juli, die Früchte erscheinen im Juli und August.
Die Chromosomenzahl beträgt 2n = 56, seltener 42.

## Verbreitung und Standortansprüche
Die Japanischen Erle kommt in Japan, Taiwan, auf der Koreanischen Halbinsel und in der Mandschurei vor. Auf Hokkaidō ist sie eine der Hauptholzarten und wächst zusammen mit der Kaiser-Birke (Betula maximowicziana), der Japanischen Rosskastanie (Aesculus turbinata) und einer Varietät der Mongolischen Eiche (Quercus mongolica var. grosserata). In den Bergen von Honshū ist sie mit der Japanischen Lärche (Larix kaempferi) vergesellschaftet.
Die Art wird zu den Moor- und Sumpfgehölzen gezählt und gedeiht an Sumpfstandorten, in Bruchwäldern und auf Feucht- und Nasswiesen an sonnigen und kühlen Standorten. Sie wird der Winterhärtezone 4 zugerechnet, mit einer mittleren jährlichen Minimumtemperatur zwischen −25 und −29 °C, In Mitteleuropa ist die Art winterhart. Sie wächst in Höhenlagen von 800 bis 1500 Metern.

## Systematik
Die Japanische Erle wird in der Gattung der Erlen (Alnus) der Untergattung Alnus zugeordnet. Untersuchungen der Ribosomalen DNA weisen die Hasel-Erle (Alnus serrulata) als Schwesterart der Japanischen Erle aus. Die Art wurde von Carl Peter Thunberg 1799 als Betula japonica erstbeschrieben und zur Gattung der Birken (Betula) gezählt. 1840 wurde sie dann von Ernst Gottlieb von Steudel als Alnus japonica den Erlen (Alnus) zugerechnet. Weitere Synonyme der Art sind Alnus maritima (Marshall) Muhl. ex Nutt. var. japonica (Thunb.) Regel und Alnus reginosa Nakai.

## Nachweise